# Collaria elegans
Espèce
Synonymes
- Collaria elegans (Racib.) Dhillon & Nann.-Bremek., 1977[2]
- Comatricha elegans (Racib.) Lister 1909[3]
- Paradiacheopsis elegans (Racib.) Hertel 1956[4]
- Raciborskia elegans (Racib.) Berl. 1888[5]
- Rostafinskia elegans Racib. 1884[6]

Collaria elegans est une espèce d'amibozoaires de la famille des Stemonitidae.

## Sous-espèces
- Collaria elegans var. elegans (Racib.) Dhillon & Nann.-Bremek. 1977
- Collaria elegans var. pallens (G. Lister) Dhillon & Nann. -Bremek. ex Nann. -Bremek. 1983